# Glitter (Így jártam anyátokkal)
A Glitter az Így jártam anyátokkal című televízió-sorozat hatodik évadának kilencedik epizódja. Eredetileg 2010. november 15-én vetítették, míg Magyarországon 2011. szeptember 19-én.
Ebben az epizódban újabb sötét titkok derülnek ki Robin kanadai tinisztár múltjából. Lily aggódik, hogy kapcsolata Robinnal megromlik a terhessége miatt. Ted régi barátja, Punchy, a városba érkezik.

## Cselekmény
Lily egyre jobban beleéli magát a terhesség és a gyerekvállalás témájába, ami miatt Robin eltávolodik tőle. Egyik este Barney egy újabb csajozós trükköt készül bevetni, amit Robin kinevet. Erre Barney felemlegeti az "Űrtinik"-et. Kiderül, hogy szert tett egy kazettára, amin egy gyerekeknek szóló sorozat látható. Ebben Robin Sparkles és Jessica Glitter az űrben utazva játékos módon oldanak meg matematikai feladványokat, Alan Thicke segítségével. Ami Robinnak viszont nem tűnt fel, hogy a sorozat tele van kétértelmű szexuális utalásokkal, ami miatt elkezdik cikizni. Lily megkérdezi, mi történt Jessicával, amire Robin azt válaszolja, hogy a legjobb barátnők voltak, mígnem 5 évvel korábban történt valami, ami miatt megromlott köztük a kapcsolat, de ennek okát Robin nem tárja fel. Azt mindenesetre elmondja, hogy minden évben küld neki karácsonyi lapokat. Ted ismét felcsap nyomozónak, és a legutóbbi lapból kikövetkezteti, mi lehet az ok: azon Jessica gyereke látható, aki 4 éves. Szerinte Jessica 5 éve teherbe esett, és mivel Robin utálja a gyerekeket, ezért romlott meg köztük a viszony. Ennek hallatán Lily teljesen kétségbeesik, hogy rá is ugyanez a sors vár.
A régi barátságok felemlegetése kapcsán Tednek eszébe jut régi barátja, Punchy. Marshall szerint az ő kapcsolatuknak is annyi, de Ted szerint ez téves meglátás. Fel is hívja Punchyt, majd egy harsány és gyors beszélgetés végén megígérteti vele, hogy keresse meg, ha legközelebb New Yorkban jár. Eközben a többiek még mindig Robin videóján szórakoznak, de amikor a Hód-dal következik (ami nyilvánvalóan nem a hódokról szól, hanem szőrös női vaginákról), Robinnak elege lesz és elveszi a kazettát.
Tedhez váratlanul megérkezik Punchy. Robin Lily nélkül megy koreai masszázsra, aminek hatására Lily megpróbál visszavenni a babákról való témáiból. Nem nagyon sikerül, összevesznek, és megszakítják a barátságot. Marshall, aki emiatt szomorú, Barney segítségével megkeresi Jessicát. Kiderül, hogy ő a New York Rangers orgonistája, és hogy nem is Robin volt, aki a barátságot megszakította, hanem ő, ami nagyon megviselte Robint. Lily ennek hatására elindul, hogy bocsánatot kérjen Robintól, de Jessica figyelmezteti, hogy nem biztos, hogy ez olyan könnyű lesz – öt év távlatából neki is nagyon nehezére esne, hogy felhívja.
Eközben Tedet halálra idegesíti Punchy, és így kész lenne hazaküldeni őt. Csakhohgy ekkor kiderül, hogy Punchy azért jött a városba, mert a telefonhívása miatt aggódott miatta. Elmondja neki, hogy megnősül, és azt szeretné, ha Ted lenne a tanúja. A meghatódott Ted örömmel fogadja el a felkérést.
Lily megtalálja Robint, megbeszélik a dolgokat és kibékülnek. A meglepetések azonban nem érnek véget: a bár színpadán megjelenik Jessica, aki elénekli a Hód-dalt, és később Robin is csatlakozik hozzá.

## Kontinuitás
- Barney ismét a kedvenc számát, a 83-ast használja.
- Amikor Barney azt hiszi, hogy az Űrtinik egy pornófilm, pofon akarja vágni Marshallt, mert "A pofogadás" című részben abban fogadtak, hogy Robin pornózott.
- Robin a "Kisfiúk" és "A nem apák napja" című részekben is kifejti, hogy nem szereti a gyerekeket.
- Ted a "Beboszetesza" és a "Nagy pakolás" című részekben is használta detektívképességeit.
- A "Homokvárak a homokban" című részben már utaltak rá, hogy Ted is képes a középiskolai énjébe visszavedleni, ha Punchy a közelben van.
- Ted költészetben fejezi ki magát, amikor megtudja, mi történhetett Robin és Jessica között. Költészet iránti vonzalma "A pucér pasi", "A szexmentes fogadós" és a "Robotok a pankrátorok ellen" című részekben is megjelent.
- Robin az epizód végén abban a bárban van, amit Marshallal közösen fedeztek fel az "Egy kis Minnesota" című részben.
- Alan Thicke a "Rossz passzban" című részben már megemlítette, hogy volt Robinnal egy közös tévéműsoruk.
- A nemrég eljegyzett Punchy alszik, amikor a banda tagjai még ébren vannak – ezzel utalva a "Szingliszellem" című részben kifejtett elméletre.

## Jövőbeli visszautalások
- Ted a "Téves riasztás" című részben segít Punchynak az esküvői előkészületekben. Magára az esküvőre "A tanú" című részben kerül sor.
- Robin megígéri, hogy fel fogja venni a gyerekét, amire csak az "Őrült, rossz értelemben" című részben kerül sor.

## Érdekességek
- "A hétfő esti meccs" című részben Barney azt állítja, hogy éppen temetésre nem venne fel öltönyt, azonban ebben a részben amikor a nagyanyja temetésére utalnak, azt visel. Már korábban is történt ilyen ("Mosolyt!")
- Barney különféle tévéműsorok búcsúztatószövegét idézi Tednek, amikor arra próbálja rábírni, hogy dobja ki Punchyt.
- Először kerül megemlítésre LeBron James, aki 2010 júliusában elhagyta addigi csapatát, a Cleveland Cavaliers-t. Ezt a sorozatban később többször is megemlítik.
- A magyar szinkronban hallható egy félrefordítás is: Marshall azt mondja, hogy Lily egyszer felaprította a McHammer nadrágját. Helyesen MC Hammer nadrágot kellett volna mondania.

## Zene
- Robin Sparkles & Jessica Glitter - The Beaver Song

## Vendégszereplők
- Alan Thicke - önmaga
- Nicole Scherzinger - Jessica Glitter
- Chris Romanski - Öklös
- Stefanie Black - Kelly